# The Tree of Life
The Tree of Life er en amerikansk dramafilm med eksperimentelle elementer, skrevet og instrueret af Terrence Malick og med Brad Pitt, Sean Penn og Jessica Chastain på rollelisten. Filmen beskriver oprindelsen af, og meningen med livet gennem en midaldrende mands barndomsminder om sin familie i 50'ernes Texas, afbrudt af billeder af jordens oprindelse, og begyndelsen af liv på jorden. Efter flere års udvikling fik filmen premiere ved Filmfestivalen i Cannes 2011, hvor den vandt Den Gyldne Palme. Filmen har modtaget udbredt kritisk anerkendelse, men også polariserende reaktioner på Malicks brug af teknisk og kunstnerisk billedsprog, instruktionsstil, og den fragmenterede ikke-lineære fortælling. I januar 2012 modtog filmen 3 nomineringer ved Oscaruddelingen.

## Produktion
Terrence Malick pitchede konceptet bag The Tree of Life til produceren Bill Pohlad, mens de arbejdede på en tidlig version af filmen Che – Argentineren. Pohlad husker, at han i starten syntes idéen var "skør", men som filmkonceptet udviklede sig, kom han til at føle stærkt for idéen. Han endte med at finansiere filmen. Produceren Grant Hill, blev også hurtigt involveret i projektet. Under et møde om et andet emne, der involverede Malick, hans producer Sarah Green, Brad Pitt og Pitts produktionspartner Dede Gardner, nævnte Malick The Tree of Life, og de vanskeligheder han havde med at få den produceret. Det var først senere, at der blev taget en beslutning om, at Pitt skulle medvirke i filmen.
The Tree of Life blev offentliggjort i 2005. Det indiske produktionsselskab Percept Picture Company skulle finansierer filmen, og Donald Rosenfeld skulle være producer. En del af filmen skulle optages i Indien, og præproduktionen skulle begynde i januar 2006. Colin Farrell og Mel Gibson var på et tidspunkt tilknyttet projektet. Heath Ledger skulle også have spillet rollen som O'Brien, men døde i starten af 2008.
I begyndelsen af marts 2009 afslørede Mike Fisk, der laver visuelle effekter, overfor Empire Magazine, at han arbejdede på nogle scener af den forhistoriske jord til filmen. Da der var ligheder mellem de scener Fink beskrev og beskrivelser af scener i det yderst uklare projekt Q, som Malick arbejdede på kort efter filmen Himlen på Jorden fra 1978, ledte til spekulationer om The Tree of Life var en genskabelse af dette forladte projekt.
Optagelserne begyndte i Texas i 2008. Fotografen Emmanuel Lubezki vendte tilbage for at arbejde med Malick, som han havde samarbejdet med på The new world. Scenerne blev optaget flere forskellige steder i Texas inklusiv Smithville, Houston, Matagorda, Bastrop, Austin, Dallas og Malicks hjemby, Waco.

## Udgivelse
I maj 2009 var filmen blevet solgt til flere distributører i Europa, men det var ikke lykkedes at finde en distributør i USA. I august 2009 blev det offentliggjort, at filmen ville blive udgivet af Apparition, et nyt distributørfirma grundlagt af Bill Pohlad og Bob Berney. 25. december 2009 blev offentliggjort som en foreløbig premieredato, men filmen blev ikke færdig til tiden. Arrangørerne af Filmfestivalen i Cannes indgik forhandlinger for at sikre en premiere ved festivalen i 2010, hvilket resulterede i, at Malick sendte en tidlig udgave af filmen til Thierry Fremaux og festivalens udvalgskomité. Selvom Fremaux var ivrig efter at vise filmen på festivalen, endte Malick med at fortælle ham, at han ikke følte filmen var klar. Under filmfestivalen i 2010 offentliggjorde Berney, at han forlod Apparition, hvilket gjorde firmaets fremtid usikker. Pohlad besluttede sig for at beholde The Tree of Life hos Apparition, og efter en stor omstrukturering hyrede han Tom Ortenberg til at fungere som konsulent for filmens udgivelse. En foreløbig plan blev lavet for at få filmen udgivet i slutningen af 2010. Til sidst valgte Pohlad at lukke Apporition, og sælge rettighederne til filmen. Under Telluride Film Festival i 2010, blev der afholdt private visninger af filmen for de interesserede parter Fox Searchlight Pictures og Sony Pictures Classic. Den 9. september offentliggjorde Fox Searchlight deres erhvervelse af filmen fra Pohlads River Road Entertainment. Filmen åbnede for en begrænset periode i USA 27. maj 2011. I Danmark havde filmen premiere 19. maj 2011.

## Modtagelse
Efter at være blevet mødt med både "Buh" og applaus ved dens premiere, fik filmen tidligt meget blandede anmeldelser. Filmen vandt senere Den Gyldne Palme, og er den første amerikanske film, der har vundet, siden Fahrenheit 9/11 i 2004.
The Tree of Life har i øjeblikket en rating på 84% på Rotten Tomatoes, baseret på 227 anmeldelser, med 88% bland topanmelderne.
Roger Ebert gav filmen fire ud af fire stjerner, og skrev at "The Tree of Life er en film med store ambitioner og dyb ydmyghed, der forsøger intet mindre end at omfatte hele eksistensen, og se den gennem en prisme af få uendeligt små liv. Den eneste anden film jeg har set, med samme dristige vision, er Kubricks Rumrejsen år 2001, og den manglede Malicks voldsomme levendegørelse af menneskelige følelser. Der var engang flere instruktører der længtes efter at lave intet mindre end et mesterværk, men nu er der kun et par. Malick er forblevet tro mod det håb, siden sin første spillefilm i 1973." Peter Bradshaw, fra den britiske avis The Guardian, gav filmen fem ud af fem stjerner og slog fast at filmen var "En skamløs episk refleksion over kærlighed og tab" og en "skør og storslået film." Kim Skotte fra Politiken gav filmen topkarakter, med 6 ud af 6 stjerner og sagde at "The Tree of Life er både en bevægende film og en svimlende rejse i tid og rum" og at "målt på ambitionsniveau kan det sammenlignes med filmhistoriens største armbevægelser." BT gav filmen fire ud af seks stjerner, og skrev at "alt for tit udskiftes familien med det ydre rum, med mikroskopisk alge-liv og – gudhjælpemig – dinosaurer a la Avatar. Det er som at zappe mellem to tvkanaler – hvoraf den bedste er som Discovery."